# St Michael (Framlingham)

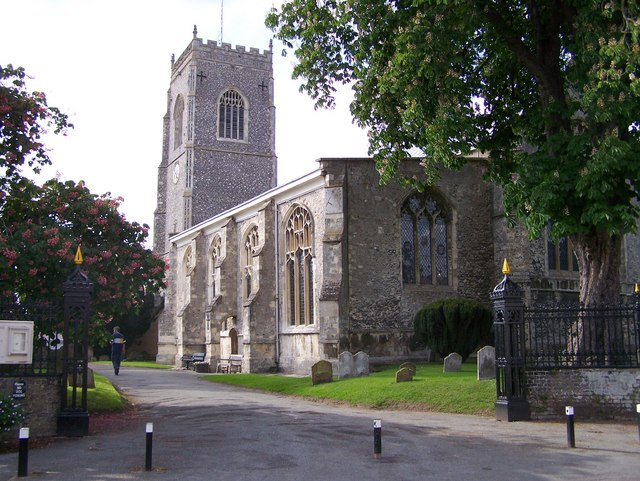
St Michael in Framlingham (Foto Claire Haystead)

St Michael in Framlingham ist eine anglikanische Pfarrkirche in Framlingham in der Grafschaft Suffolk in England.

## Geschichte
Der Bau der Kirche geht auf das 12. Jahrhundert zurück. Die Langhausarkaden stammen aus dem 14. Jahrhundert, das Dach und die Fenster im Lichtgaden aus dem 15. Jahrhundert, der bestehende Chor aus dem 16. Jahrhundert.

## Bau und Anlage
Die Kirche ist im Perpendicular Style errichtet. Das dreischiffige Langhaus mit offenem, mit einem Hammerbalken-Gewölbe ausgeführten Dachstuhl birgt unter anderem einen achteckigen Taufstein mit den Symbolen der Evangelisten und der Dreifaltigkeit auf einem Sockel mit vier Löwen und einer Abdeckung aus Eichenholz. Reste der Wandbemalung aus dem 14. Jahrhundert sind erhalten, darunter ein Gnadenstuhl. 
Die 1674 von Thomas Thamar für das Pembroke College in Cambridge geschaffene Orgel kam beim Bau der neuen Kapelle für das College nach Framlingham. 
Der im 15. Jahrhundert errichtete quadratische, zinnenbekrönte Turm hat im Glockengeschoss bemerkenswerte Fenster. Das Geläut umfasst acht Glocken. 

## Mausoleum

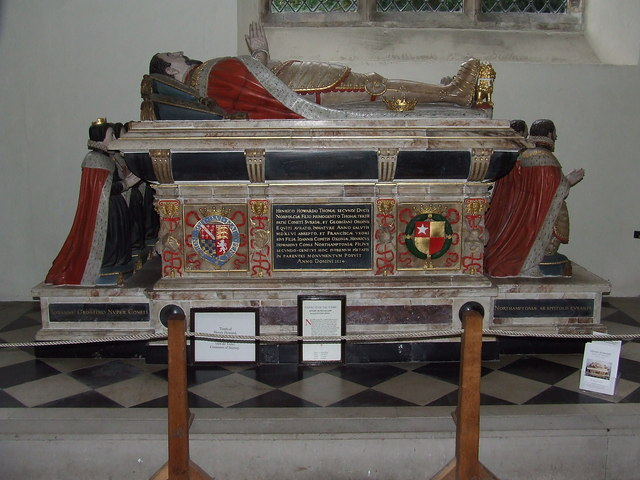
Grabdenkmal des Earl of Surrey

Der um 1550 fertiggestellte Chor (chancel) ist länger und breiter als das Langhaus. Es wurde als Mausoleum für die Herzöge von Norfolk aus der Familie der Howard errichtet, nachdem deren frühere Grablege in Thetford Priory im Zug der Klosteraufhebung unter Heinrich VIII. verlorengegangen war.
Die Grabdenkmäler aus dem 15. und 16. Jahrhundert wurden für Thomas Howard, den dritten Herzog von Norfolk und seine Gattin, Anne Plantagenet, für den 1536 verstorbenen illegitimen Sohn Heinrichs VIII., Henry Fitzroy (mit einer Darstellung der Arche Noah), die beiden Gattinnen des 4. Herzogs von Norfolk, Elizabeth, die Tochter des 4. Herzogs von Norfolk, und für den 1547 enthaupteten Earl of Surrey errichtet. Dieses 1614 errichtete Grabdenkmal besitzt übertriebene Proportionen und einen aufwändigen Figurenschmuck (zwei Söhne zu Füßen, drei Töchter am Kopf des Earl und seiner Gattin). In der Nordkapelle befindet sich das Grabdenkmal für Robert Hitcham aus dem Jahr 1638.